# Versace (piosenka)
"Versace" – debiutancki singel amerykańskiej grupy hip hopowej Migos. Został wydany w lipcu 2013 roku przez Quality Control Music, 300 Entertainment i Atlantic Records. Utwór znalazł się na mixtape'ie Y.R.N. (Young Rich Niggas) (2013), został wyprodukowany przez Zaytovena. Po remiksie kanadyjskiego rapera Drake'a, piosenka zyskała na popularności i zadebiutowała na 99 miejscu na liście Billboard Hot 100. Drake wykonał remiks na festiwalu muzycznym iHeartRadio w 2013 roku.

## Remiksy
Popowy piosenkarz Justin Bieber opublikował w sieci krótkie wideo, na którym rapuje do piosenki. Remiks wraz z teledyskiem wydał profesjonalny bokser Adrien Broner. Amerykański raper Johnny Polygon również nagrał remiks piosenki, który zatytułował „Old Navy”. Kap G zremiksował „Versace” na swoim mixtape'ie o nazwie Migo Work. Amerykański raper Tyga zremiksował "Versace" na swoim mixtape'ie Well Done 4. Remiks wykonał również francuski raper Swagg Man, podobnie jak austriacki raper Why SL Know Plug, wcześniej znany jako Money Boy.

## Pozycje na listach

### Pozycje pod koniec tygodnia
| Lista (2013)                          | Pozycja |
| ------------------------------------- | ------- |
| USA Billboard Hot 100                 | 99      |
| USA Hot R&B/Hip-Hop Songs (Billboard) | 31      |

### Pozycje pod koniec roku
| Lista (2013)                          | Pozycja |
| ------------------------------------- | ------- |
| USA Hot R&B/Hip-Hop Songs (Billboard) | 99      |

## Certyfikaty
| Kraj       | Certyfikat | Ilość sprzedanych egzemplarzy |
| ---------- | ---------- | ----------------------------- |
| USA (RIAA) | Złoto      | 500,000                       |